# Хидаят, Тауфик
Тауфик Хидаят (род. 10 августа 1981 года в Бандунге, Индонезия) — индонезийский бадминтонист, выступающий в одиночном разряде. Олимпийский чемпион 2004 года. 6-кратный победитель открытого чемпионата Индонезии (1999, 2000, 2002, 2003, 2004 и 2006). В молодости выступал за индонезийский клуб SGS из Бандунга.
В 2004 году Тауфик Хидаят выиграл золотую медаль на Летних Олимпийских играх. В первых двух раундах победил Хидэтака Ямада (Япония), и Вонг Чунг Хана (Малайзия). В четвертьфинале обыграл в двух партиях Петера Гаде(Дания) со счётом 15-12, 15-12. В полуфинале обыграл(15-9, 15-2) Бунсак Понсана(Таиланд). В матче за золотые медали встретился с корейцем Шон Синг Мо, обыграв его со счетом 15-8, 15-7. В августе 2005 года выиграл чемпионат мира по бадминтону, обыграв в финале Линь Даня со счётом 15-3, 15-7.

## Главные достижения
| Место            | Соревнования | Дата | Место проведения/Турнир    |
| ---------------- | ------------ | ---- | -------------------------- |
| Чемпионат мира   |              |      |                            |
| 1                | Одиночки     | 2005 | Анахайм, США               |
| Кубок Томаса     |              |      |                            |
| 1                | Командные    | 2002 | Китай                      |
| 1                | Командные    | 2000 | Малайзия                   |
| Азиатские игры   |              |      |                            |
| 1                | Одиночки     | 2007 | Малайзия                   |
| 1                | Одиночки     | 2004 | Малайзия                   |
| 1                | Одиночки     | 2004 | Индонезия                  |
| Мировое гран-при |              |      |                            |
| 1                | Одиночки     | 2007 | China Masters Super Series |
| 1                | Одиночки     | 2006 | Djarum Indonesia Open      |
| 1                | Одиночки     | 2005 | Singapore Open             |
| 1                | Одиночки     | 2004 | Indonesia Open             |
| 1                | Одиночки     | 2003 | Indonesia Open             |
| 1                | Одиночки     | 2002 | Indonesia Open             |
| 1                | Одиночки     | 2001 | Singapore Open             |
| 1                | Одиночки     | 2000 | Indonesia Open             |
| 1                | Одиночки     | 2000 | Malaysia Open              |
| 1                | Одиночки     | 1999 | Indonesia Open             |